# XO-5
XO-5は、やまねこ座の方角に約830光年の距離にあるG型主系列星である。視等級は約12等であり、肉眼では見えないが、小さな望遠鏡を使うと見ることができる。
| 太陽 | XO-5      |
| ---- | --------- |
| 太陽 | Exoplanet |

## 惑星系
2008年に、太陽系外惑星XO-5bが、ハワイのXO望遠鏡を用い、トランジット法によって発見された。XO-5bは、ホットジュピターに分類される。トランジットからは、第二の惑星の存在を示唆する情報は得られていない。
| 名称 （恒星に近い順） | 質量           | 軌道長半径 （天文単位） | 公転周期 (日)         | 軌道離心率 | 軌道傾斜角  | 半径           |
| --------------------- | -------------- | ----------------------- | --------------------- | ---------- | ----------- | -------------- |
| b                     | 1.19 ± 0.03 MJ | 0.0515 ± 0.0005         | 4.1877558 ± 0.0000006 | 0          | 86.8 ± 0.2° | 1.14 ± 0.03 RJ |

## 名称
2019年、世界中の全ての国または地域に1つの系外惑星系を命名する機会を提供する「IAU100 Name ExoWorldsプロジェクト」において、XO-5 はチェコ共和国に割り当てられる系外惑星系となった。このプロジェクトは、「国際天文学連合100周年事業」の一環として計画されたイベントの1つで、チェコ国内での選考、国際天文学連合 (IAU) への提案を経て太陽系外惑星とその主星に固有名が承認されるものであった。2019年12月17日、IAUから最終結果が公表され、XO-5はAbsolutno、XO-5 bはMakropulosと命名された。これらはいずれもチェコの作家カレル・チャペックの著作のタイトルに由来しており、AbsolutnoはSF小説Továrna na absolutno（邦題「絶対製造工場」）に、Makropulosは戯曲Věc Makropulos（邦題「マクロプロス事件」）に、それぞれちなんで名付けられた。